# Аллахверди-хан
Аллахверди-хан (перс. الله‌وردی خان‎, груз. ალავერდი-ხანი; около 1560 — 13 июня 1613) — иранский полководец и губернатор грузинского происхождения, сперва был гулямом, возвысился на высокую должность в государстве Сефевидов.
Искандар Бег Мунши, историк государства Сефевидов в то время, описывает его как «одного из самых влиятельных государственных деятелей, занимающих посты в этой династии», и «человека большой снисходительности, скромности и целомудрия». Шах Аббас продемонстрировал своё искреннее уважение к нему, лично контролируя похоронные мероприятия и отправившись к нему домой на следующий день после его смерти, чтобы выразить свои личные соболезнования своей семье.

## Биография

### Ранние года
Аллахверди Хан родился грузинским христианином в 1560-м году. Был захвачен в плен шахом Тахмаспом І во время его кавказской кампании, и перешёл в Ислам для обучения на службе в армии гулямов, это особая военная структура, состоящая из христианских пленников, была создана позднее Аббасом I для противодействия власти Кызылбашей, которые составляли ядро сефевидской военной аристократии.
По другим данным, известного итальянского путешественника Пьетро Делиа Валле, из его письма от 22 апреля 1619 года, Аллахверди-хан был по происхождению армянином из Грузии

### Служба во время правленияАббаса Первого
В 1589 году он принял участие в убийстве могущественного министра (вакила) Моршид Кули-хана Устаджлу, который был тайно приговорён к смерти шахом Аббасом І. В результате он был назначен султаном и губернатором Йорпадагана недалеко от Исфахана, столицы Сефевидов. Затем он быстро поднялся на высшие должности и был назначен командующим армией гулямов, став одним из пяти главных офицеров в администрации Сефевидов к 1595/6.
В том же году Шах Аббас І назначил его губернатором Фарса, что сделало его первым гулямом, достигшим равного статуса с эмирами Кызылбашей. Этот акт также означал, что крупные провинции больше не будут управляться полуавтономными и часто самоуверенными эмирами Кызылбашей, а офицерами, назначенными непосредственно шахом.
В 1596/7 годах он был переведён на пост губернатора Когилуйе. В 1597 году два клана племени Афшар, Арсахлу и Гундзулу, вместе с некоторыми люрскими и арабскими племенами, восстали в Рамхормозе. Однако, вскоре оно было подавлено Аллахверди Ханом.
В августе 1598 года Аллахверди-хан в качестве сардар-э-лашкара («полевого командира») сыграл важную роль в освобождении Герата от узбекских племён и вскоре после этой победы шах приказал поставить могущественного кызылбашского эмира Фархад-хана Караманлу. до смерти. Этот поступок превратил Аллахверди-хана в самого могущественного человека в Персидской империи после шаха. Начиная с 1600 года, по совету английского удачливого джентльмена сэра Роберта Шерли он реорганизовал армию и усилил её, увеличив численность войск голамов с 4000 до 25000.
Аллахверди-хан возглавил персидские армии в ряде успешных кампаний как на восточных, так и на западных границах империи Сефевидов, включая завоевание Бахрейна в 1601—1602 годах. В 1605 году, во время османско-сефевидской войны 1603—1618 годов, Аллахверди-хан осадил османский город Ван. Во время осады он был проинформирован о марше османских подкреплений под командованием Мехмед-паши к городу. Затем он послал армию под командованием Карчиха-хана, чтобы остановить прибытие подкрепления, что ему успешно удалось. Однако позже Аллахверди-хан снял осаду и вернулся к Аббасу I, который находился в Хое 6 ноября Аллахверди-хан принял участие в Битве при Суфияне, в которой Сефевиды нанесли решительное поражение османам.

### Смерть и похороны
Умер 3 июня 1613 года во время визита в Исфахан. Его смерть сильно опечалила Аббаса I, который сопровождал его байера в место, где трупы покойного были ритуально вымыты и подготовлены для захоронения. Аббас І также посетил дом семьи Аллахверди Хана в Исфахане, где он выразил свои соболезнования. После этого он назначил сына Аллахверди Хана Имам-Кули Хана губернатором Фарса, таким образом, сменив его покойного отца. Аллахверди Хан был похоронен в изысканной гробнице в Мешхеде. Его гробница была построена рядом с храмом Имама Резы как уникальный способ уважения, который отражает его положение и статус в империи Сефевидов. Гробница стоит по сей день; это элегантная двухэтажная восьмиугольная конструкция с мраморными плитами и плиткой, облицовывающей интерьер.
У Аллахверди также был сын Дауд Хан, который позже будет служить губернатором Гянджи и Карабаха.